# Noi non ci saremo Vol. 2
Noi non ci saremo Vol. 2 è il secondo volume di una doppia raccolta del gruppo musicale italiano Consorzio Suonatori Indipendenti, pubblicata nel 2001.

## Descrizione
La raccolta, pubblicata in due diverse date dopo lo scioglimento del gruppo, contiene brani editi e inediti del Consorzio Suonatori Indipendenti. La selezione comprende molti brani registrati dal vivo, in occasione del concerto in onore e a memoria di Beppe Fenoglio, del "concerto di fine millennio" a Firenze con Goran Bregović, dei concerti tenuti a Mostar Ovest nel 1998 e di altre esibizioni.
Noi non ci saremo deve il titolo all'omonima canzone di Francesco Guccini e resa famosa dai Nomadi.

## Tracce
Testi di Giovanni Lindo Ferretti, musiche di Giorgio Canali, Massimo Zamboni, Gianni Maroccolo, Francesco Magnelli.
1. Maledirai (live a Roma, 2/7/1994) – 4:22
2. Finistère (live a Roma, 2/7/1994) – 4:02
3. Linea Gotica (live a Prato, 7/12/1996) – 6:22
4. Irata (Live a Firenze, 5/1/2000, concerto di fine Millennio con Goran Bregović) – 6:28
5. Chairman Mao (prima stesura della canzone poi inserita nel tributo a Robert Wyatt) – 4:23
6. Brace (versione per quintetto d'archi e voce) – 4:44
7. Buon anno ragazzi (riarrangiata durante le sessioni di Tabula rasa elettrificata) – 7:22
8. Polvere (Live a Firenze, 5/1/2000, concerto di fine Millennio con Goran Bregović) – 11:46
9. Non torna (Testo scritto a Berlino e musicato nell'autunno 2000 a Firenze) – 5:05
10. Vicini (live a Mostar, 15/6/1998) – 7:46
11. Nessuno fece nulla (tratto dal testo di un poeta incontrato a Mostar dai CSI, Nedžad Maksumić, live a Reggio Emilia, 23/5/1998) – 7:51 (testo: Nedžad Maksumić)
12. Mongolishe (brano tradizionale mongolo) – 2:50

Durata totale: 73:01

## Classifiche
| Classifica (2001) | Posizione massima |
| ----------------- | ----------------- |
| Italia            | 31                |